# Мажево
Мажево (пол. Marzewo, нім. Mahrau) — село в Польщі, у гміні Пасленк Ельблонзького повіту Вармінсько-Мазурського воєводства.
Населення — 187 осіб (2011).
У 1975-1998 роках село належало до Ельблонзького воєводства.

## Демографія
Демографічна структура станом на 31 березня 2011 року:
|          | Загалом | Допрацездатний вік | Працездатний вік | Постпрацездатний вік |
| -------- | ------- | ------------------ | ---------------- | -------------------- |
| Чоловіки | 97      | 26                 | 65               | 6                    |
| Жінки    | 90      | 22                 | 54               | 14                   |
| Разом    | 187     | 48                 | 119              | 20                   |